# 岭东孙氏祠堂
岭东孙氏祠堂位于中国山西省运城市闻喜县城北三公里的桐城镇岭东村。现为村委会所在地。

## 历史
闻喜岭东孙氏家族自元初由临汾迁来，始祖孙良辅。在清代出进士1人，举人4人。
岭东村孙氏祠堂创建于明万历三十八年（1610年），清乾隆五年（1740年）重修。1960年代改为农民俱乐部，后为卫生所和商店占用。

## 建筑
岭东村孙氏祠堂保存完好，布局严谨，前后两进院落。
大门面南，三开间。两侧刻“明洁”、“静嘉”。垂花门匾额 “绍闻衣德”、“萃涣联疏”，前者为孙氏十二世、进士孙子昶题写于1696年。
大殿三开间。匾额“昭假燕宜”。殿内立有始祖碑，刻有清嘉庆二年（1797年）的“闻喜孙氏世系昭穆图”，左侧山墙上镶刻着“家法三十条”。

## 保护
2021年8月4日，岭东孙氏祠堂公布为第六批山西省文物保护单位，古建筑类，年代为明、清，编号6-273。	